# Maurice Hankey, I barone Hankey
Maurice Pascal Alers Hankey, I barone Hankey (Biarritz, 1º aprile 1877 – 26 gennaio 1963), è stato un ufficiale inglese.

## Biografia
Era il terzo figlio di Robert Hankey, e di sua moglie, Helena Bakewell. Studiò presso la Rugby School e al New College.

## Carriera
Si è unito al Royal Marine Artillery, è stato promosso capitano e servì come analista del Naval Intelligence Department (1902-1906). Nel 1908 è stato nominato segretario assistente navale del Committee of Imperial Defence ed è diventato Segretario del Comitato nel 1912, posizione che avrebbe tenuto per i successivi 26 anni.

### Prima guerra mondiale
Nel novembre 1914 ha divenne Segretario del Consiglio di Guerra. In questa funzione ha preso nota delle idee del maggiore Ernest Swinton per costruire un veicolo blindato e li portò all'attenzione di Winston Churchill il 25 dicembre 1914, che portò alla creazione del Landship Committee.
Nel dicembre 1916 David Lloyd George divenne primo ministro riorganizzando il governo. Un piccolo ministero della guerra era stato istigato e Hankey è stato nominato segretario. Ha anche lavorato come Segretario del Gabinetto Imperiale della Guerra guadagnandosi una reputazione di forte competenza, tanto che quando l'intero Governo è stato restaurato nel 1919, la segreteria è stata mantenuta e Hankey servì come Segretario di Gabinetto per i successivi diciannove anni.

### Seconda guerra mondiale
Nel 1923 divenne Direttore del Consiglio privato. Nell'agosto 1938, Hankey si ritirò dal governo e divenne governatore britannico del Suez Canal Company, incarico che tenne per un solo anno. Nel 1939 fu elevato al pari come Barone Hankey, nella Contea di Surrey. Lord Hankey rimase una figura rispettata e veniva spesso consultato dai ministri e funzionari pubblici per una consulenza. Nell'agosto del 1939 ha consigliato a Neville Chamberlain circa la formazione di un nuovo Gabinetto di Guerra e il mese successivo fu nominato Ministro senza portafoglio e un membro del Gabinetto di Guerra.
Hankey era personalmente riluttante ad assumersi questo compito, ma accettò di farlo. Divenne Cancelliere del Ducato di Lancaster, quando a Chamberlain successe Winston Churchill, nel maggio 1940. Nel luglio 1941 Lord Hankey divenne Paymaster-General. Ha continuato a tenere altre posizioni, sia nel settore pubblico che privato fino alla sua morte.

## Dopoguerra
Dopo la seconda guerra mondiale, Hankey emerse come critico sui crimini di guerra, e nel suo libro del 1950 Politica, prove ed errori, sostenne che gli Alleati non avevano alcun diritto a condannare i leader tedeschi e giapponesi di crimini di guerra.
Hankey tenne una serie di dettagliati diari, scritti a mano, riguardanti per la maggior parte dei suoi anni di governo. Questi diari si trovano attualmente presso il Churchill Archives Centre, a Cambridge, e possono essere letti dal pubblico.

## Matrimonio
Sposò, il 16 settembre 1903, Adeline Hermine Gertrude Ernestine de Smidt (?-1979), figlia di Abraham de Smidt. Ebbero quattro figli:
- Robert Hankey, II barone Hankey (4 luglio 1905-28 ottobre 1996);
- Ursula Helen Alers Hankey (1909-15 aprile 2006), sposò John Benn, ebbero cinque figli;
- Christopher Alers Hankey (27 aprile 1911-2000), sposò in prime nozze Prudence May Brodribb, ebbero una figlia, e in seconde nozze Helen Christine Cassavetti, ebbero un figlio;
- Henry Arthur Alers Hankey (1º settembre 1914-27 agosto 1999), sposò Vronwy Mary Fisher, ebbero quattro figli.

## Morte
Morì il 23 gennaio 1963, all'età di 85 anni.